# 2021 en philosophie
Chronologie de la philosophie
- 2017
- 2018
- 2019
- 2020
- 2021
- 2022
- 2023
- 2024
- 2025

L’année 2021 a été marquée, en philosophie, par les événements suivants :

## Publications
- L'Art d'être français, de Michel Onfray.